# Trapped (Tupac Shakur)
Trapped è il singolo di debutto del rapper statunitense Tupac Shakur, pubblicato il 25 settembre 1991 ed estratto dall'album 2Pacalypse Now.

## Tracce
1. Trapped (LP Version)
2. Trapped (Instrumental Mix)
3. The Lunatic (LP Version)
4. The Lunatic (Instrumental Mix)